# Libertad Digital
Libertad Digital és un diari d'Internet editat íntegrament en castellà des del 8 de març de 2000. Es defineix com a liberal tot i que es caracteritza per les posicions més extremes de la dreta. Gaudeix de gran influència entre la dreta política espanyola. L'Oficina de Justificació de la Difusió (OJD) el situa com un dels principals diaris en nombre de lectors sent el que més audiència té dels mitjans purament digitals que no tenen edició impresa.

## Orígens
La idea de Libertad Digital es comença a gestar a la fi de novembre de 1999, com una iniciativa del grup que duia uns anys encoratjant una revista teòrica en paper titulada La Ilustración Liberal. Aquest grup, més aviat informal i basat en relacions d'amistat prèvies, era animat pel periodista i comentarista radiofònic Federico Jiménez Losantos, el també periodista Javier Rubio Navarro i per José María Marco, director de la revista. També estava en aquest grup originari l'economista i jurista Alberto Recarte, que assumiria la presidència de Libertad Digital per la seva experiència en la gestió dels aspectes empresarials del projecte.
Javier Rubio, que havia deixat la revista GEO l'agost de 1999, va assumir la direcció executiva per a engegar Libertad Digital el març de 2000, amb una plantilla de 16 persones en la redacció. Al costat d'ells, un nodrit grup de periodistes i professionals de la comunicació va contribuir subscrivint accions. La seva primera edició va veure la llum el 8 de març de 2000. Guillermo Dupuy i, poc després, Jesús Gómez i Fernando Díaz Villanueva, van exercir de caps d'opinió i editorialistes. Via Recarte, es van sumar alguns liberals post-hayekians. A més, existien contactes amb el grup de liberals hispanoamericans de la fundació de Mario Vargas Llosa, que participaven en La Ilustración Liberal, i amb membres hispanoparlants del Cato Institute. Començaren a col·laborar altres liberals menys adscrits a una escola determinada, com Francisco Cabrillo, José Raga o Carlos Rodríguez Braun, gran difusor del liberalisme durant molt temps a la Cadena Ser i després a Onda Cero. També es van publicar articles de Pedro Schwartz. Un altre personatge important des del principi va ser Carlos Semprún Maura.
També, des de posicions i trajectòries distintes, Antonio López Campillo, Gabriel Albiac, Amando de Miguel i César Vidal es compten entre els seus primers col·laboradors, així com els periodistes Germán Yanke i Enrique de Diego, encara que abandonaren el projecte i avui es declaren allunyats dels seus principals postulats editorials i deontològics. Un cop consolidat el projecte, s'incorporaren a poc a poc una nova generació de joves liberals, que Juan Carlos Girauta (un altre dels seus col·laboradors més actius) ha denominat com l'eclosió liberal.
El seu accionariat inicial estava compost per 2 grups que es repartien el capital a parts iguals: el Grup Intereconomía de Julio Ariza, d'orientació catòlica, i el grup d'orientació liberal format Federico Jiménez Losantos, Alberto Recarte i Javier Rubio, entre d'altres. Posteriorment, Libertad Digital va fer una ampliació de capital per 486.000 euros, que representava el 50% del capital social, i una oferta pública de subscripció d'accions per valor de 5,34 milions d'euros. Al setembre de 2005, Julio Ariza va vendre les seves accions (el 21,3% del capital de Libertad Digital) a Arturo Baldasano per 3,8 milions d'euros. A l'octubre de 2005, Arturo Baldasano es va desprendre de la meitat de les seves accions, ja que la seva entrada en l'accionariat va ser vista amb reticència per grup de socis liderat per Federico Jiménez Losantos. Una part important d'aquestes accions van ser comprades per Federico Jiménez Losantos i Alberto Recarte. Així, Losantos, Recarte i Baldasano van quedar com accionistes de referència de la societat, amb una participació pròxima a l'11% cadascun. El gener de 2005 van llançar una versió en anglès, The Spain Herald, que traduïa notícies i articles d'opinió de la versió en castellà. Va deixar d'editar-se al juny de 2006.

## El diari
A part de la informació diària, Libertad Digital es defineix com un diari d'opinió. Compta amb gairebé un centenar de col·laboradors fixos que llancen un terme mitjà de 12 columnes diàries. Des de gener de 2005, el diari compte amb un suplement especial de dilluns a divendres que tracta temes de política exterior, cultura, religió i idees. L'editor i fundador segueix sent la signatura principal del diari, encara que en els últims anys han sorgit altres columnistes.
Entre les seves signatures més representatives figuren Gabriel Albiac, Amando de Miguel, Carlos Rodríguez Braun, César Vidal, Pío Moa, Alberto Míguez, Francisco Cabrillo, Fray Josepho, Juan Carlos Girauta, Horacio Vázquez-Rial, Cristina Losada, Luis del Pino, Serafín Fanjul i el GEES. En 2004 l'editorial Hoja Perenne va publicar el primer anuari d'opinió de Libertad Digital, un llibre de 150 pàgines en les quals van sortir per primera vegada en paper una selecció de 100 columnes.
Està estructurat en seccions: nacional, internacional, societat, economia, esports i internet. L'actualització de notícies és constant des de les 7 del matí fins a les 12 de la nit. Principalment es nodreix de notícies d'agència encara que, en algunes seccions, es porten a terme labors d'investigació. Publica a més una tira còmica dels nord-americans Cox & Forkum. Disposa de columna editorial diària i d'una bitàcora editorial en la qual poden participar els lectors.

## Finançament
El 2014 l'ex-tresorer del Partit Popular Álvaro Lapuerta va admetre davant un jutge de l'Audiència Nacional que havia comprat accions del diari per ordre del seu partit, però que no ho havia fet amb diners del partit ni es queda amb aquest diner.
Segons explica la sentència del Cas Gürtel del 2018, el Partit Popular (Espanya) finançà el diari il·legalment des de la «caixa B» (la comptabilitat aliena al circuit econòmic). El 2004 donà 400.000 euros en negre. El 2005 comprà 1.360 accions pel total de 149.600 euros.